# Line Christophersen
Line Drost Christophersen (født 14. januar 2000 i Dianalund) er en dansk badmintonspiller.
Hun blev kendt i den brede offentlighed, da hun opnåede sølv i damesingle ved World Junior Championships i 2018. Som kun 20-årig vandt hun DM i damesingle i 2020. Hun var en del af det danske hold som vandt 2020 European Women's Team Championships,  og 2021 European Mixed Team Championships.